# Mantella crocea
A Mantella crocea   a kétéltűek (Amphibia) osztályába és  a békák (Anura) rendjébe aranybékafélék (Mantellidae) családjába tartozó faj.

## Előfordulása
Madagaszkár endemikus faja. A sziget keleti részén az Andasibe-Mantadia Nemzeti Park nyugati felén, valamint a Zahamena Nemzeti parkban, 800–1057 m-es tengerszint feletti magasságban honos.

## Megjelenése
Kis méretű békafaj. A kifejlett példányok hossza 17–24 mm. Feje, háta, oldalának hátsó fele sárga vagy világoszöld, indőnként (főleg a sárga példányok esetében) apró fekete pettyekkel. Fejének oldalsó része és oldalának elülső fele általában fekete. Íriszének felső fele enyhén pigmentált. Hasi oldala fekete, változó számú szürke vagy kékesfehér mintával tarkítva. Hátsó végtagjainak alsó fele egységesen narancs vagy vörös színű.

## Természetvédelmi helyzete
A vörös lista a sebezhető fajok között tartja nyilván. Elterjedési területe kisebb mint 5000 km², a terület, amelyen ténylegesen él valószínűleg kisebb mint 5000 km². Erdei élőhelye Madagaszkár középső-keleti részén pusztul, a kifejlett példányok egyedszáma csökken. Fenyegetést jelet a faj számára a terráriumok számára történő gyűjtés.